# L.A. Live

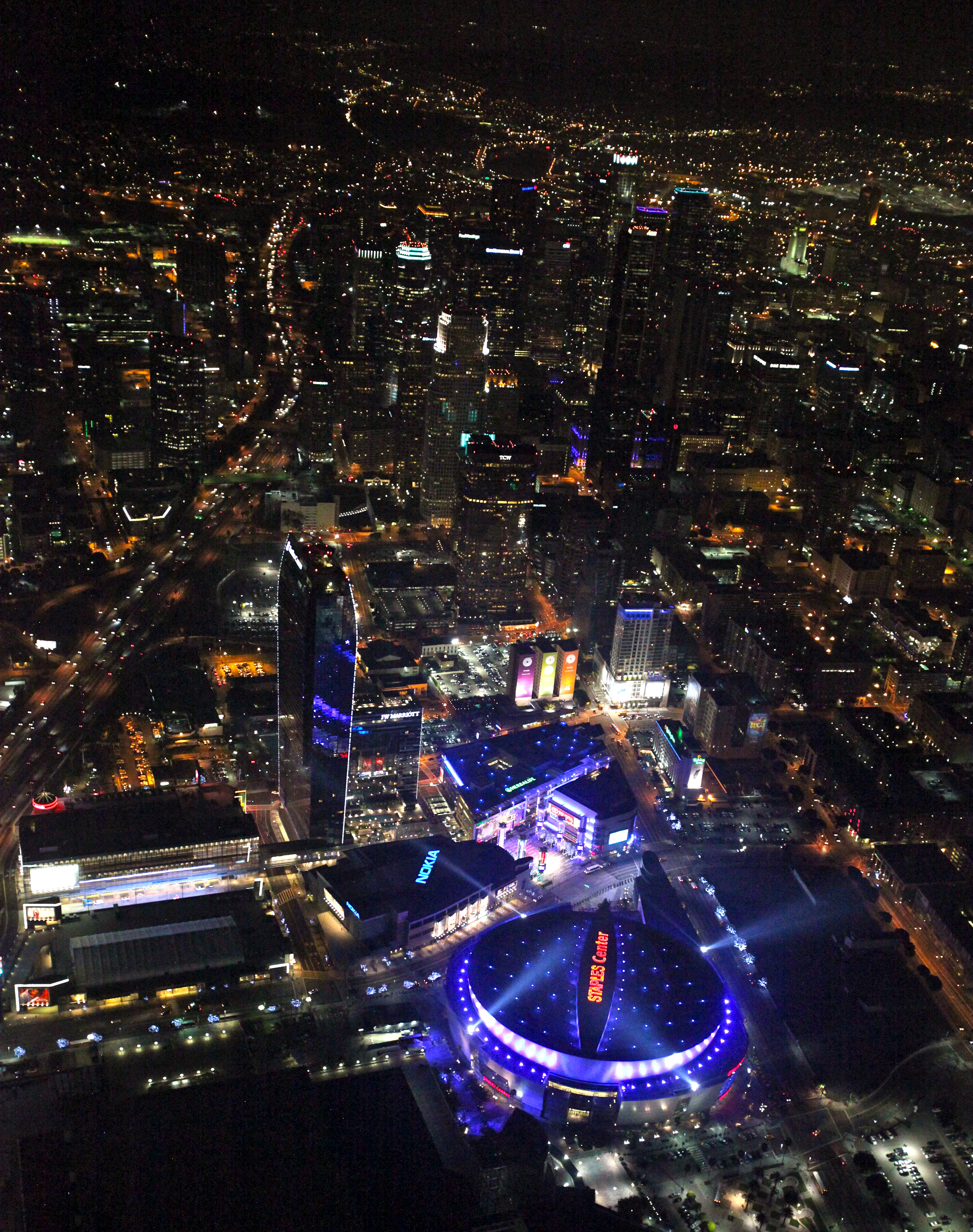
L.A Live e lo Staples Center visti di notte dall'alto

L.A. Live è un complesso di strutture per l'intrattenimento situato nel quartiere Downtown di Los Angeles in prossimità dello Staples Center.
Nel complesso sono presenti vari teatri, ristoranti, cinema, hotel e anche zone residenziali.
Tra le attrazioni principali ci sono il Nokia Theatre e il Club Nokia, due teatri che contano rispettivamente 7.100 e 2.300 posti a sedere e che possono essere usati per eventi musicali e culturali.
L.A. Live si snoda intorno ad una piazza centrale denominata Nokia Plaza sulla quale si affacciano molte delle strutture del complesso. Altri punti d'interesse del complesso sono lo studio per le trasmissioni televisive dell'emittente sportiva americana ESPN e il museo dei Grammy Awards.
La realizzazione di tale opera cominciò nel 2005 e si concluse nel 2007 con una spesa di circa 2,5 miliardi di dollari.
Prossimamente, in prossimità della zona, verrà costruito un nuovo stadio, denominato Farmer's Field per ospitare un team di football americano della NFL.